# Annette Beveridge
Annette Susannah Beveridge (nacida Akroyd) (Stourbridge, 1842– 1929) fue una orientalista británica conocida por su traducción de Humayun-nama y Babur-nama. 

## Biografía
El padre de Annette Akroyd, William Akroyd, era un industrial cristiano unitario relacionado con el Bedford College de Londres, la primera universidad de educación superior para mujeres en Reino Unido creada en 1849, donde Annette completó sus estudios en 1863.

## Trabajo en India

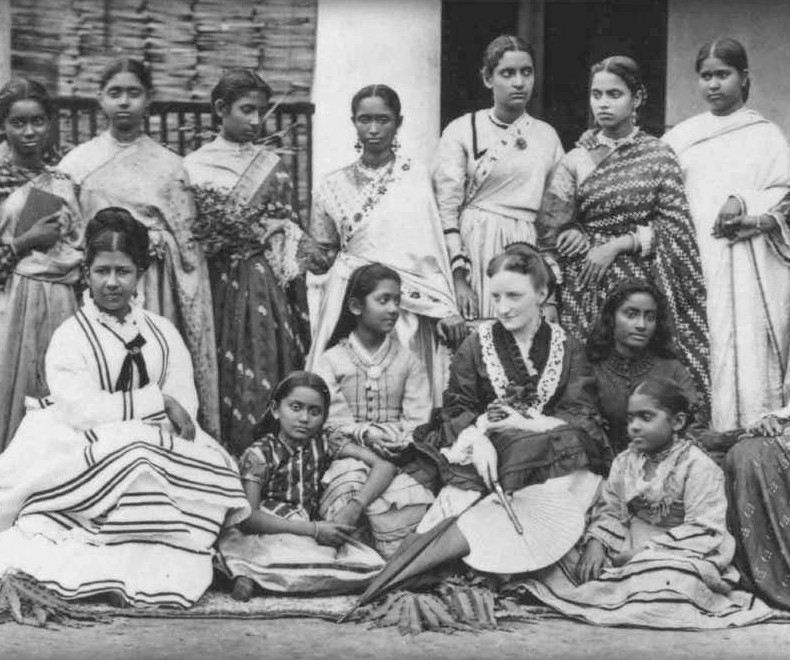
Annette Akroyd con los estudiantes de Hindu Mahila Vidyalaya, 1875.

En octubre de 1872, viajó a la India. Sobre 1875, se vio envuelta en una controversia pública con Keshub Chandra Sen, filósofo y reformador social indio que intentó incorporar la teología cristiana al pensamiento hindú. Akroyd discutió públicamente con Sen reprochándole que defendiera la educación de las mujeres en Inglaterra mientras en la India mantenía posiciones obscurantistas tradicionales intentado alejar el conocimiento de las mentes de las mujeres. Esta disputa se reveló a través de la prensa nativa y tuvo impacto en la Universidad Bethune, la universidad para mujeres más antigua en la India, ubicada en Calcuta. Akroyd también estaba decepcionada con los asociados de Sen, como Bijoy Krishna Goswami, Aghore Nath Gupta y Gour Govinda Ray, que eran tradicionalmente hindúes en educación y se resistían a la educación de las mujeres.
“El señor Sen tenía un importante prejuicio en contra de la educación universitaria, de hecho, contra lo que generalmente se considera educación superior, de las mujeres. Se opuso a enseñarles, por ejemplo, materias como Matemáticas, Filosofía y Ciencias, mientras que el partido avanzado deseaba positivamente dar a sus hijas y hermanas lo que generalmente se considera una educación superior. No se opusieron a su educación universitaria y no estaban dispuestos a hacer mucha diferencia en el punto de educación entre hombres y mujeres. No había esperanza de compromiso entre dos escuelas de pensamiento tan extremas. En consecuencia, el partido radical procedió a iniciar una escuela femenina separada propia, llamada Hindu Mahila Vidyalaya para la educación de las jóvenes adultas pertenecientes a su partido. La forma exitosa en que llevaron a cabo el trabajo de esta escuela bajo la dirección de la Srta. Akroyd, posteriormente la Sra. Beveridge, atrajo mucha atención pública y fue muy elogiado por los funcionarios del Gobierno. Esta escuela hizo un excelente trabajo durante muchos años y posteriormente se desarrolló bajo el nombre de Banga Mahila Vidyalaya, finalmente se fusionó con el Bethune College para damas, al que proporcionó algunos de sus estudiantes más distinguidas".

## Trabajos de traducción
Annette Beveridge realizó la traducción de los diarios del primer emperador mogol Babur, el Baburnama, y los publicó en cuatro libros entre 1912 y 1922. Usó fuentes tanto persas como turcas.
También hizo la traducción de la biografía del segundo emperador mogol, Humayun, del persa al inglés. Las memorias habían sido escritas por su hermana Gulbadan Begum, a quien Beveridge llamaba cariñosamente "Princesa Rosebud". Sus otras obras traducidas incluyen La llave de los corazones de los principiantes, 1908.

## Vida personal
Se casó con Henry Beveridge del Servicio Civil Indio.
La pareja tuvo dos hijos: una hija, Annette Jeanie Beveridge (m. 1956), que estudió en la Universidad de Somerville, Oxford en 1899 y se casó con RH Tawney, y un hijo, William Beveridge (1879–1963), un destacado economista que dio su nombre al informe asociado a la fundación del estado del bienestar.
Los Beveridge vivían en Pitfold, Shottermill, Surrey, Inglaterra.